# Yjet Shqiptarë të Diasporës
Yjet Shqiptarë të Diasporës (również znany jako Yjet e Diasporës) – albański program telewizyjny typu talent show, który prezentuje młode talenty albańskiego pochodzenia mieszkające za granicą. Program obejmuje różne dziedziny sztuki, takie jak śpiew, taniec, muzyka i aktorstwo. Produkowany jest przez Top Channel przy wsparciu Fundacji Dritana Hoxhy oraz Ministerstwa Gospodarki, Kultury i Innowacji Albanii.
Program miał swoją premierę 2 lutego 2025 roku na antenie Top Channel i emitowany jest w każdą niedzielę o godzinie 20:10 w paśmie najwyższej oglądalności. Produkcją wykonawczą zajmuje się Ledja Liku, a prowadzenie programu powierzono choreografowi Ilir Shaqiri.
To pierwszy przypadek, kiedy albański projekt telewizyjny realizowany jest poza granicami kraju w celu promocji wartości albańskiej diaspory.